# Eta Andromedae
Désignations
Eta Andromedae (η Andromedae / η And) est une étoile binaire spectroscopique de la constellation boréale d'Andromède, située près de la limite avec celle des Poissons. Elle est visible à l’œil nu avec une magnitude apparente combinée de 4.42. Ses deux étoiles sont des géantes ou sous-géantes jaunes assez semblables.

## Environnement stellaire
La parallaxe du système, telle que mesurée par le satellite Hipparcos, est de 14,20 mas, ce qui permet d'en déduire qu'il est distant d'environ ∼ 230 a.l. (∼ 70,5 pc) de la Terre. Il se rapproche du Système solaire à une vitesse radiale moyennée de −10 km/s.
Eta Andromedae possède un compagnon visuel recensé dans les catalogues d'étoiles doubles et multiples. Il est désigné Eta Andromedae B et sa magnitude visuelle est de 12,34. En date de 2001, il était localisé à une distance angulaire de 129,3 secondes d'arc et à un angle de position de 232° d'Eta Andromedae. Cette étoile est un compagnon purement optique dont la proximité avec le système n'est qu'une coïncidence.

## Nomenclature
η Andromedae (latinisé Eta Andromedae) est la désignation de Bayer de l'étoile. Elle porte également la désignation de Flamsteed de 38 Andromedae.
En astronomie chinoise traditionnelle, Eta Andromedae faisait partie de l'astérisme de Kuí Sù (奎宿), représentant les pattes du tigre blanc de l'Ouest, et qui formait également une loge lunaire.

## Histoire
En 1899 et 1900, la réalisation d'une série de spectres d'Eta Andromedae permet de mettre en évidence que ce système est une binaire spectroscopique à raies doubles. Son orbite est calculée en 1946 à partir d'autres observations spectroscopiques. Étant donné que la spectroscopie ne permet que de mesurer la vitesse radiale d'une étoile qui se rapproche ou s'éloigne de l'observateur, un tel calcul n'est pas en mesure de déterminer tous les éléments orbitaux. Durant des observations faites de 1990 à 1992, Eta Andromedae est résolue interférométriquement par l'interféromètre Mark III de l'observatoire du Mont Wilson (États-Unis), ce qui a permis de calculer une orbite plus complète, publiée en 1993.

## Propriétés
Les deux étoiles du système, désignées Eta Andromedae Aa et Ab, complètent une orbite l'une autour de l'autre avec une période de 115,7 jours et selon une excentricité quasi nulle. Le système est âgé d'environ 800 millions d'années.
L'étoile primaire, Eta Andromedae Aa, est une étoile jaune de type spectral G8III-IV, ce qui indique que sa classe de luminosité est intermédiaire entre celle d'une étoile sous-géante et d'une étoile géante. Sa masse est environ 2,6 fois plus grande que celle du Soleil et sa luminosité bolométrique est 65 fois supérieure à celle du Soleil. Sa température de surface est de 4 900 Kelvins.
L'étoile secondaire, Eta Andromedae Ab, est également une étoile jaune de type spectral G8III-IV. Sa masse, un peu inférieure à celle de sa compagne, est environ 2,3 fois plus grande que celle du Soleil et sa luminosité bolométrique est 39 fois supérieure à celle du Soleil. Sa température de surface est également de 4 900 K.